# Ezechiel (Kefalas)
Ezechiel, imię świeckie Jezekiel Kefalas (ur. 25 grudnia 1931 w Akritas) – grecki duchowny prawosławny w jurysdykcji Patriarchatu Konstantynopola, od 2019 r. tytularny metropolita Derbe.

## Życiorys
1 lipca 1962 przyjął święcenia diakonatu, a 24 września tego samego roku – prezbiteratu. 20 marca 1977 otrzymał chirotonię biskupią. Od tego czasu do 2019 r. był wikariuszem Arcybiskupstwa Australii, z tytułem biskupa Derbe.